# Gaceta de México
La Gazeta de México (Gazeta de México) fue el primer periódico impreso en la Nueva España, en el siglo XVIII. A su fundador, el periodista y religioso Juan Ignacio María de Castorena Ursúa y Goyeneche, se le considera el primer periodista de Hispanoamérica por haber creado el órgano informativo en la Ciudad de México, cuyo primer número vio la luz el 1 de enero de 1722.
Se trataba de una edición mensual que publicaba novedades de la ciudad y noticias llegadas desde la metrópoli. Contaba con secciones dedicadas a las diferentes regiones del virreinato y novedades comerciales, sociales y religiosas. Su fundador contaba con una imprenta propia y tras algún tiempo debió dejar de publicarlo por cuestiones económicas.

## Historia de la Gaceta
En el siglo XVIII apareció una nueva forma de publicación periódica: la gaceta. Su objetivo era proporcionar información acerca de Europa, del virreinato, llegada y salida de flotas y la publicación de bandos. Las principales gacetas eran Mercurio Volante a cargo de José Ignacio Bartolache, Diario Literario de México, Gaceta de Literatura de México y Asuntos Varios sobre ciencias y artes de José Antonio Alzate.
La Gazeta de México y noticias de Nueva España —-el uso de la "z" respeta la grafía italiana, ya que Gaceta es una voz que deriva de esa lengua—, constó de ocho páginas y aparecieron seis números, hasta junio del mismo año. A partir del cuarto número se denominó Gazeta de México y florilegio historial de las noticias de Nueva España. Originalmente, el órgano fue concebido para registrar los eventos que ocurrían en la corte virreinal. El objetivo que su editor le trazó, fue de informar sobre los acontecimientos más notables y loables, a fin de sentar ejemplo ante el público. Estuvo enmarcado dentro del proyecto cultural y educativo de la dinastía borbónica, o sea que pretendía difundir las ideas y las costumbres europeas entre los lectores.
La Gaceta de México es el periódico noticioso más antiguo de Hispanoamérica. En el continente americano le preceden las Publick Ocurrences  estadounidenses, que se iniciaron en 1690. Después, en la América española, siguiendo todos el ejemplo de la Gaceta de Madrid, surgieron: la Gazeta de Goathemala (1729), la Gazeta de Lima (1743), la Gazeta de la Habana (1764), la Gaceta de Santa Fe de Bogotá (1785), y las Primicias de la cultura de Quito (1792).
La primera Gazeta de México desapareció seis meses después de su primer número, debido a problemas económicos del fundador. Sin embargo, unos años más tarde surgió otro periódico con el mismo nombre, que inició su publicación el 1 de enero de 1728. Esta constó de cuatro páginas y su editor fue Juan Francisco Sahagún y Arévalo Ladrón de Guevara. Perduró hasta diciembre de 1742, publicándose 145 números con un total de 325 noticias sobre libros.
Existió una tercera Gazeta de México, compendio de noticias de Nueva España, que surgió el 14 de enero de 1784, interrumpiéndose definitivamente el 2 de enero de 1810. Fue editada por el criollo Manuel Antonio Valdés y Munguía, impresor y propietario de una empresa de coches de alquiler. Esta tercera versión de la Gaceta fue el periódico de mayor longevidad en la época colonial mexicana.En general no incluyó una sección específica sobre libros publicados, sino mencionó publicaciones en la sección de “Encargos”. En los primeros seis meses de 1784 informó sobre siete libros. Víctor Cid ha calculado que Sahagún de Arévalo dio a conocer un total de 348 libros y Valdés incluyó datos sobre 1505 libros. Por tanto, agregando las 19 publicaciones de Castorena y Ursúa se llega a un total de 1872 libros anunciados a los lectores de estas tres Gazetas de México de 1722 hasta 1809.